# Zevenheuvelenloop 2022
De Zevenheuvelenloop 2022 vond plaats op 20 november 2022 in Nijmegen. Het was na afwezigheid van twee jaar, vanwege de coronapandemie, de 37e editie van deze loop. 
De weersomstandigheden waren deze editie gunstig met weinig wind en een temperatuur van 4 graden.
De wedstrijd bij de mannen werd gewonnen door Rogers Kibet uit Oeganda in 42.08. Deze tijd is de beste jaarprestatie op de 15 kilometer in 2022.
Bij de vrouwen won Beatrice Chepkoech uit Kenia in een tijd van 47.18 min.
Bij de Nederlandse mannen was Richard Douma de eerste in een nieuw persoonlijk record van 43.18. Diane van Es was de snelste Nederlandse loopster. Eerste Belgische man was Simon Debognies in een tijd van 42.59 en eerste Belgische vrouw was Lieve Tollet.
In totaal finishten 14.390 lopers.

## Uitslagen

### Mannen
| rang   | naam                 | land | tijd  |
| ------ | -------------------- | ---- | ----- |
| Goud   | Rogers Kibet         | UGA  | 42.08 |
| Zilver | Nibret Melak         | ETH  | 42.43 |
| Brons  | Abel Sikowo          | UGA  | 42.58 |
| 4      | Simon Debognies      | BEL  | 42.59 |
| 5      | Abraham Cheroben     | BRN  | 43.01 |
| 6      | Nils Voigt           | GER  | 43.18 |
| 7      | Richard Douma        | NED  | 43.18 |
| 8      | Mike Foppen          | NED  | 43.21 |
| 9      | Richard Ringer       | GER  | 43.24 |
| 10     | Khalid Choukoud      | NED  | 43.25 |
| 11     | Koen Naert           | BEL  | 43.37 |
| 12     | John Hakizimana      | RWA  | 43.55 |
| 13     | Filmon Tesfu         | NED  | 43.58 |
| 14     | Mehdi Belhadj        | FRA  | 44.26 |
| 15     | Noah Schutte         | NED  | 44.28 |
| 16     | Maximilian Thorwirth | NED  | 44.31 |
| 17     | Hamish Carson        | NZL  | 44.33 |
| 18     | Yorben Ruiter        | NED  | 44.35 |
| 19     | Lucas Nieuweboer     | NED  | 44.41 |
| 20     | Nicolas Schyns       | BEL  | 44.45 |
| 21     | Edwin Sjerps         | NED  | 44.50 |
| 22     | Sander Vercauteren   | BEL  | 44.52 |
| 23     | Mohamed Ali          | NED  | 44.55 |
| 24     | Björn Koreman        | NED  | 44.59 |
| 25     | Gianluca Assorgia    | NED  | 45.05 |

### Vrouwen
| rang   | naam                 | land | tijd  |
| ------ | -------------------- | ---- | ----- |
| Goud   | Beatrice Chepkoech   | KEN  | 47.18 |
| Zilver | Evaline Chirchir     | KEN  | 47.21 |
| Brons  | Stella Chesang       | KEN  | 47.37 |
| 4      | Eilish McColgan      | GBR  | 47.40 |
| 5      | Hanna Klein          | GER  | 47.47 |
| 6      | Diane van Es         | NED  | 47.57 |
| 7      | Eva Cherono          | KEN  | 48.46 |
| 8      | Jill Holterman       | NED  | 49.09 |
| 9      | Maureen Koster       | NED  | 49.21 |
| 10     | Yuma Yamamoto        | JPN  | 49.24 |
| 11     | Julia van Velthoven  | NED  | 51.08 |
| 15     | Anne Luijten         | NED  | 51.09 |
| 13     | Marcella Herzog      | NED  | 51.26 |
| 14     | Narumi Kobayashi     | JPN  | 51.28 |
| 15     | Jacelyn Gruppen      | NED  | 51.37 |
| 16     | Lianne van de Belt   | NED  | 52.10 |
| 17     | Ruth van der Meijden | NED  | 52.33 |
| 18     | Andrea Deelstra      | NED  | 52.35 |
| 19     | Tirza van der Wolf   | NED  | 52.37 |
| 20     | Jolijn Swager        | NED  | 53.10 |

1984 ·
1985 ·
1986 ·
1987 ·
1988 ·
1989 ·
1990 ·
1991 ·
1992 ·
1993 ·
1994 ·
1995 ·
1996 ·
1997 ·
1998 ·
1999 ·
2000 ·
2001 ·
2002 ·
2003 ·
2004 ·
2005 ·
2006 ·
2007 ·
2008 ·
2009 ·
2010 ·
2011 ·
2012 ·
2013 ·
2014 ·
2015 ·
2016 ·
2017 ·
2018 ·
2019 ·
2022